# John George (acteur)
Pour les articles homonymes, voir Georges et John George.
John George nom de scène de Tufei Filthela, né le 20 janvier 1898 à Alep (Syrie ; alors Syrie ottomane) et mort le 25 août 1968 à Los Angeles (Californie), est un acteur américain d'origine syrienne.

## Biographie
Émigré aux États-Unis vers 1910, John George (atteint de nanisme) contribue ainsi au cinéma à cent-quatre-vingt-neuf films américains, depuis Bobbie of the Ballet (en) de Joseph De Grasse (1916, avec Louise Lovely et Lon Chaney) jusqu'à La Vengeance aux deux visages de Marlon Brando (1961, avec le réalisateur et Karl Malden).
Durant la période du muet, il apparaît notamment dans plusieurs réalisations de Tod Browning — dont Les Révoltés (1920) et L'Inconnu (1927), tous deux avec Lon Chaney — et de Rex Ingram — dont Le Prisonnier de Zenda (1922) et Scaramouche (1923), tous deux avec Lewis Stone et Alice Terry —.
Durant la période du parlant, il tient des petits rôles généralement non crédités, entre autres dans Les Révoltés de Tod Browning (remake du film homonyme de 1920 précité, 1930, avec Mary Nolan et Edward G. Robinson, lui-même reprenant son rôle initial), L'Enfer d'Harry Lachman (1935, avec Spencer Tracy et Claire Trevor), Le Portrait de Dorian Gray d'Albert Lewin (1945, avec Hurd Hatfield et George Sanders), Le Fils de visage pâle de Frank Tashlin (1952, avec Bob Hope et Jane Russell), ou encore L'Ange bleu d'Edward Dmytryk (1959, avec May Britt et Curd Jürgens).
À la télévision américaine, John George joue dans quatorze séries entre 1952 et 1962, dont The Adventures of Fu Manchu (en) (intégrale en treize épisodes, 1956) et Gunsmoke (dix-huit épisodes, 1955-1961).

## Filmographie partielle

### Cinéma
- 1916 : Bobbie of the Ballet (en) de Joseph De Grasse : un locataire
- 1917 : Black Orchids de Rex Ingram : Ali Bara
- 1917 : La Dette (Pay Me!) de Joseph De Grasse : le patron du bar
- 1918 : Zigoto au bagne (en) (Frauds and Frenzies) de Larry Semon : un prisonnier
- 1919 : L'Étreinte de la pieuvre (The Trail of the Octopus) de Duke Worne (serial) : Borno

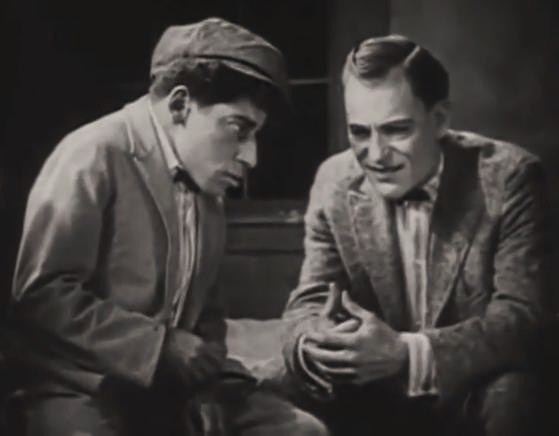
Avec Lon Chaney (à droite),
dans Les Révoltés (1920)

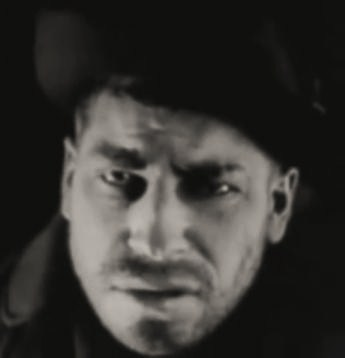
Dans Le Prisonnier de Zenda (1922)

- 1920 : Les Révoltés (Outside the Law) de Tod Browning : le nain, homme de main de Sylva
- 1920 : Daredevil Jack (en) de W. S. Van Dyke : un matelot
- 1921 : Eugénie Grandet (The Conquering Power) de Rex Ingram : un villageois
- 1921 : Les Quatre Cavaliers de l'Apocalypse (The Four Horsemen of the Apocalypse) de Rex Ingram : un rancher en Argentine
- 1922 : Le Prisonnier de Zenda (The Prisoner of Zenda) de Rex Ingram : le nain assassin
- 1922 : Le Suprême Rendez-vous (Trifling Women) de Rex Ingram : Achmet
- 1922 : Les Bons Larrons (Turn to the Right) de Rex Ingram : Pool Hall Patron (non crédité)
- 1923 : Scaramouche de Rex Ingram : Polichinelle
- 1924 : When a Girl Loves de Victor Halperin : Grishka
- 1924 : Marins (Code of the Sea) de Victor Fleming : un démon
- 1926 : Don Juan d'Alan Crosland : le nain bossu
- 1926 : La Route de Mandalay (The Road to Mandalay) de Tod Browning : Sakmo
- 1926 : Les Époux célibataires (Bachelor Brides) de William K. Howard : le nain du cirque
- 1926 : Les Bateliers de la Volga (The Volga Boatman) de Cecil B. DeMille : un soldat de l'Armée rouge
- 1927 : L'Inconnu (The Unknown) de Tod Browning : Cojo
- 1927 : Le Chevalier pirate (The Road to Romance) de John S. Robertson : Small Man (non crédité)
- 1927 : La Petite Vendeuse (My Best Girl) de Sam Taylor : un vendeur de journaux
- 1928 : Le Loup de soie noire (The Big City) de Tod Browning : l'arabe
- 1928 : L'Homme qui rit (The Man Who Laughs) de Paul Leni : le nain
- 1929 : Condamné (Condemned) de Wesley Ruggles : un prisonnier
- 1930 : Les Révoltés (Outside the Law) de Tod Browning : le nain, homme de main de Fingers
- 1930 : Sous le ciel du Texas (Under a Texas Moon) de Michael Curtiz : le nain mexicain
- 1930 : Way for a Sailor de Sam Wood : le nain
- 1931 : Le Fils du radjah (Son of India) de Jacques Feyder : un mendiant
- 1931 : Dracula de Tod Browning : un scientifique
- 1931 : Le Beau Joueur (Smart Money) d'Alfred E. Green : le nain dans le train
- 1931 : The Phantom of Paris de John S. Robertson : un prisonnier (non crédité)
- 1931 : Les Titans du ciel (Hell Divers) de George W. Hill : un pilier de bar
- 1932 : Sherlock Holmes de William K. Howard : un voyou dans la boutique d'oiseaux
- 1934 : Un jour une bergère (Babes in Toyland) de Gus Meins et Charley Rogers : un serviteur de Barnaby
- 1935 : Charlie Chan en Égypte (Charlie Chan in Egypt) de Louis King : Harip
- 1935 : La Fiancée de Frankenstein (Bride of Frankenstein) de James Whale : un villageois
- 1935 : La Femme et le Pantin (The Devil Is a Woman) de Josef von Sternberg : un mendiant
- 1935 : La Marque du vampire (Mark of the Vampire) de Tod Browning : un bohémien
- 1935 : L'Enfer (Dante's Inferno) d'Harry Lachman : Abdullah
- 1936 : La Loi du plus fort (Riffraff) de J. Walter Ruben : un pêcheur
- 1936 : Rose-Marie de W. S. Van Dyke : un pilier de bar
- 1936 : Le Jardin d'Allah (The Garden of Allah) de Richard Boleslawski : un serveur
- 1937 : Le Prince et le Pauvre (The Prince and the Pauper) de William Keighley et William Dieterle : un mendiant
- 1938 : Le Roi des gueux (If I Were King) de Frank Lloyd : un mendiant
- 1939 : Un jour au cirque (At the Circus) d'Edward Buzzell : le nain au dîner
- 1939 : La Tour de Londres (Tower of London) de Rowland V. Lee : un espion
- 1940 : Capitaine Casse-Cou (Captain Caution) de Richard Wallace : un marin
- 1941 : Son patron et son matelot (A Girl, a Guy and a Gob) de Richard Wallace : un vendeur de journaux
- 1942 : En route vers le Maroc (Road to Morocco) de David Butler : un vendeur
- 1943 : La Du Barry était une dame (Du Barry Was a Lady) de Roy Del Ruth : un villageois
- 1945 : La Chanson du souvenir (A Song to Remember) de Charles Vidor : un serviteur
- 1945 : Le Portrait de Dorian Gray (The Picture of Dorian Gray) d'Albert Lewin : le nain bossu
- 1945 : Pavillon noir (The Spanish Main) de Frank Borzage : un pirate
- 1946 : Tanger (Tangier) de George Waggner : un mendiant
- 1947 : Californie terre promise (California) de John Farrow : un chercheur d'or
- 1947 : Bel-Ami (The Private Affairs of Bel Ami) d'Albert Lewin : un vendeur
- 1948 : Les Amants traqués (Kiss the Blood Off My Hands) de Norman Foster : le nain
- 1949 : Un Yankee à la cour du roi Arthur (A Connecticut Yankee in King Arthur's Court) de Tay Garnett : un paysan
- 1950 : La Flèche et le Flambeau (The Flame and the Arrow) de Jacques Tourneur : un villageois
- 1951 : Espionne de mon cœur (My Favorite Spy) de Norman Z. McLeod : un marchand
- 1952 : Scaramouche de George Sidney : un spectateur
- 1952 : Le Fils de visage pâle (Son of Paleface) de Frank Tashlin : Johnny
- 1953 : Mesa of Lost Women (en) de Ron Ormond (en) et Herbert Tevos : un serviteur d'Aranya
- 1953 : Toutes voiles sur Java (Fair Wind to Java) de Joseph Kane : un timonier
- 1954 : Bronco Apache (Apache) de Robert Aldrich : un cireur de chaussures
- 1955 : Le Fils de Sinbad (Son of Sinbad) de Ted Tetzlaff : un marchand
- 1956 : L'Invraisemblable Vérité (Beyond a Reasonable Doubt) de Fritz Lang : un vendeur de journaux
- 1957 : L'Homme aux mille visages (Man of a Thousand Faces) de Joseph Pevney : un nain à Bullpen
- 1958 : Je veux vivre ! (I Want to Live!) de Robert Wise : un auditeur au tribunal
- 1959 : Tombouctou (Timbuktu) de Jacques Tourneur : un paysan en prières
- 1959 : L'Ange bleu (The Blue Angel) d'Edward Dmytryk : un patron de club
- 1960 : L'Inconnu de Las Vegas (Ocean's Eleven) de Lewis Milestone : le nain
- 1961 : La Vengeance aux deux visages (One-Eyed Jacks) de Marlon Brando : un villageois

### Télévision
(séries)

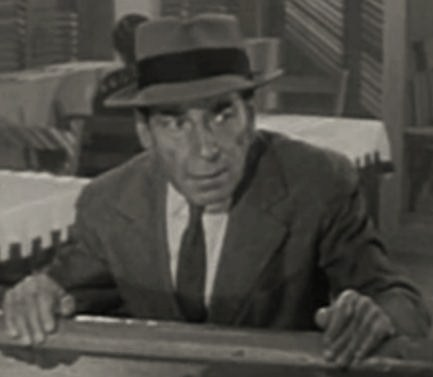
Dans The Adventures of Dr. Fu Manchu, épisode The Death Ships of Fu Manchu (1956)

- 1952 : Badge 714 (Dragnet), saison 1, épisode 11 The Big September Man de Jack Webb : un clochard
- 1954 : Les Aventures de Superman (Adventures of Superman), saison 2, épisode 18 Semi-Private Eye de George Blair : le nain dans la salle de billard
- 1956 : The Adventures of Dr. Fu Manchu (en), saison unique, 13 épisodes (intégrale) : Kolb, l'homme de main de Fu Manchu
- 1959 : Perry Mason (première série), saison 3, épisode 6 The Case of Paul Drake's Dilemma de William D. Russell : un auditeur au tribunal
- 1959-1961 : Bonanza
  - Saison 1, épisode 8 Les Dangers de la mine (The Phillip Diedesheimer Story (1959) de Joseph Kane : un mineur
  - Saison 2, épisode 5 La Terre promise (The Hopefuls, 1960) de James Neilson et épisode 25 Le Duc (The Duke, 1961) de Robert Altman : un villageois
- 1960-1961 : Les Incorruptibles (The Untouchables)
  - Saison 1, épisode 27 Mon froussard favori (Head of Fires Feet of Clay, 1960) de Walter Grauman : un spectateur
  - Saison 2, épisode 24 Terreur sur le ring (Ring of Terror, 1961) de Walter Grauman : un journaliste
- 1955-1961 : Gunsmoke ou Police des plaines (Gunsmoke ou Marshal Dillon), saisons 1 à 7, 18 épisodes : un pilier de bar / un villageois / un auditeur au tribunal